# Hercule (serial)
Hercule (denumire originală: Hercules: The Legendary Journeys) este un serial de televiziune care a fost filmat în Noua Zeelandă și în Statele Unite. A fost produs începând cu 1995 și se bazează vag pe povestirile eroice despre Heracle din mitologia greacă (sau Hercule în mitologia romană). A avut șase sezoane. Hercule a influențat realizarea serialului Xena, Prințesa războinică.

## Prezentare generală
| Sezonul | Sezonul | Episoade | Premiera           | Premiera          | Lansare DVD       |
| Sezonul | Sezonul | Episoade | Premiera sezonului | Finalul sezonului | Lansare DVD       |
| ------- | ------- | -------- | ------------------ | ----------------- | ----------------- |
|         | 1       | 13       | 16 ianuarie 1995   | 8 mai 1995        | 24 iunie 2003     |
|         | 2       | 24       | 4 septembrie 1995  | 24 iunie 1996     | 21 octombrie 2003 |
|         | 3       | 22       | 30 septembrie 1996 | 12 mai 1997       | 23 martie 2004    |
|         | 4       | 22       | 29 septembrie 1997 | 11 mai 1998       | 13 iulie 2004     |
|         | 5       | 22       | 28 septembrie 1998 | 17 mai 1999       | 11 ianuarie 2005  |
|         | 6       | 8        | 27 septembrie 1999 | 22 noiembrie 1999 | 12 iulie 2005     |

## Episoade

### Sezonul 1 (1995)
| Nr. in serial | Nr. in sezon | Titlu | Regia             | Scenariu                       | Premiera TV       | Cod producție |
| --- | ------------ | ----- | ----------------- | ------------------------------ | ----------------- | ------------- |
| 1 | 1            |       | Doug Lefler       | John Schulian                  | 16 ianuarie 1995  | 76601         |
| Hercule se întoarce acasă la timp pentru a o vedea pe Deianira și pentru copiii săi uciși de Hera. Alegând răzbunarea, el încearcă să o distrugă pe zeiță, dar o tânără îi ajută să-și calmeze sufletul și să se întoarcă de la calea întunecată pe care a ales-o. |              |       |                   |                                |                   |               |
| 2 | 2            |       | John T. Kretchmer | John Schulian                  | 23 ianuarie 1995  | 76605         |
| Hercule fuge de cele 50 de fiice ale lui Thespius. Hercule este de acord să ajute orașul Trachis terorizat de un ciclop, dar în curând află că acțiunile creaturii nu sunt în întregime nejustificate.                                                             |              |       |                   |                                |                   |               |
| 3 | 3            |       | Doug Lefler       | Andrew Dettmann & Daniel Truly | 30 ianuarie 1995  | 76602         |
| 4 | 4            |       | Peter Ellis       | Andrew Dettmann & Daniel Truly | 6 februarie 1995  | 76609         |
| 5 | 5            |       | Harley Cokeliss   | Steve Roberts                  | 13 februarie 1995 | 76603         |
| 6 | 6            |       | George Mendeluk   | Robert Bielak                  | 20 februarie 1995 | 76607         |
| 7 | 7            |       | Peter Ellis       | Steve Roberts                  | 27 februarie 1995 | 76604         |
| 8 | 8            |       | Harley Cokeliss   | Adam Armus & Kay Foster        | 6 martie 1995     | 76606         |
| 9 | 9            |       | Bruce Seth Green  | John Schulian                  | 13 martie 1995    | 76608         |
| 10 | 10           |       | Garth Maxwell     | Robert Bielak                  | 20 martie 1995    | 76611         |
| 11 | 11           |       | Bruce Campbell    | Andrew Dettmann & Daniel Truly | 24 aprilie 1995   | 76610         |
| 12 | 12           |       | Jack Perez        | Peter Bielak                   | 1 mai 1995        | 76612         |
| 13 | 13           |       | Bruce Seth Green  | John Schulian                  | 8 mai 1995        | 76613         |

### Sezonul 2 (1995–96)
| Nr. in serial | Nr. in sezon | Titlu | Regia             | Scenariu                                                                                           | Premiera TV        | Cod producție |
| ------------- | ------------ | ----- | ----------------- | -------------------------------------------------------------------------------------------------- | ------------------ | ------------- |
| 14            | 1            |       | Doug Lefler       | Doug Lefler                                                                                        | 4 septembrie 1995  | 876807        |
| 15            | 2            |       | Garth Maxwell     | Craig Volk                                                                                         | 11 septembrie 1995 | 876805        |
| 16            | 3            |       | Bruce Campbell    | Michael Marks                                                                                      | 18 septembrie 1995 | 876803        |
| 17            | 4            |       | Stephen L. Posey  | Darrell Fetty                                                                                      | 25 septembrie 1995 | 876810        |
| 18            | 5            |       | Bruce Seth Green  | Robert Bielak                                                                                      | 2 octombrie 1995   | 876801        |
| 19            | 6            |       | James A. Contner  | John Schulian                                                                                      | 9 octombrie 1995   | 876811        |
| 20            | 7            |       | Bruce Seth Green  | John Schulian                                                                                      | 16 octombrie 1995  | 876806        |
| 21            | 8            |       | George Mendeluk   | Robert Bielak                                                                                      | 30 octombrie 1995  | 876802        |
| 22            | 9            |       | Timothy Bond      | Poveste de: John Schulian Scenariu de: Scott Smith Miller                                          | 6 noiembrie 1995   | 876804        |
| 23            | 10           |       | John T. Kretchmer | John Schulian                                                                                      | 13 noiembrie 1995  | 876814        |
| 24            | 11           |       | T.J. Scott        | Robert Bielak                                                                                      | 20 noiembrie 1995  | 876813        |
| 25            | 12           |       | Steven Baum       | Garth Maxwell                                                                                      | 8 ianuarie 1996    | 876817        |
| 26            | 13           |       | T.J. Scott        | Nelson Costello                                                                                    | 15 ianuarie 1996   | 876815        |
| 27            | 14           |       | Rob Tapert        | Poveste de: Rob Tapert și Robert Bielak & John Schulian Scenariu de: John Schulian & Robert Bielak | 29 ianuarie 1996   | 876818        |
| 28            | 15           |       | Peter Ellis       | Robert Bielak                                                                                      | 5 februarie 1996   | 876819        |
| 29            | 16           |       | Gus Trikonis      | John Schulian                                                                                      | 12 februarie 1996  | 876808        |
| 30            | 17           |       | Kevin Sorbo       | Steven Baum                                                                                        | 19 februarie 1996  | 876824        |
| 31            | 18           |       | Stewart Main      | Michael Marks                                                                                      | 4 martie 1996      | 876809        |
| 32            | 19           |       | Anson Williams    | Patricia Manney                                                                                    | 18 martie 1996     | 876816        |
| 33            | 20           |       | Oley Sassone      | Brian Herskowitz                                                                                   | 22 aprilie 1996    | 876825        |
| 34            | 21           |       | Timothy Bond      | John Schulian                                                                                      | 29 aprilie 1996    | 876822        |
| 35            | 22           |       | Charlie Haskell   | Nelson Costello                                                                                    | 6 mai 1996         | 876823        |
| 36            | 23           |       | Stephen L. Posey  | Robert Bielak                                                                                      | 13 mai 1996        | 876821        |
| 37            | 24           |       | Gus Trikonis      | John Schulian & Robert Bielak                                                                      | 24 iunie 1996      | 876820        |

### Sezonul 3 (1996–97)
| Nr. in serial | Nr. in sezon | Titlu | Regia               | Scenariu                                                                 | Premiera TV        | Cod producție |
| ------------- | ------------ | ----- | ------------------- | ------------------------------------------------------------------------ | ------------------ | ------------- |
| 38            | 1            |       | Michael Hurst       | Robert Bielak                                                            | 30 septembrie 1996 | 76827         |
| 39            | 2            |       | Michael Lange       | Brian Herskowitz                                                         | 7 octombrie 1996   | 76830         |
| 40            | 3            |       | Charlie Haskell     | Noreen Tobin & Gene F. O'Neill                                           | 14 octombrie 1996  | V0113         |
| 41            | 4            |       | Anson Williams      | Melissa Rosenberg                                                        | 21 octombrie 1996  | 76833         |
| 42            | 5            |       | T.J. Scott          | John Schulian                                                            | 28 octombrie 1996  | 76831         |
| 43            | 6            |       | John T. Kretchmer   | John Schulian                                                            | 4 noiembrie 1996   | 76826         |
| 44            | 7            |       | Chuck Braverman     | Steven Baum                                                              | 11 noiembrie 1996  | 76828         |
| 45            | 8            |       | Charles Siebert     | Poveste de: Brad Carpenter Scenariu de: Robert Bielak                    | 18 noiembrie 1996  | 76834         |
| 46            | 9            |       | Michael Levine      | Poveste de: John Schulian Scenariu de: Brian Herskowitz și John Schulian | 9 decembrie 1996   | 76835         |
| 47            | 10           |       | Oley Sassone        | Michael Berlin & Eric Estrin                                             | 13 ianuarie 1997   | 76832         |
| 48            | 11           |       | Timothy Bond        | Poveste de: Patricia Manney Scenariu de: Sonny Gordon                    | 20 ianuarie 1997   | V0114         |
| 49            | 12           |       | Oley Sassone        | Alex Kurtzman                                                            | 27 ianuarie 1997   | V0117         |
| 50            | 13           |       | Charlie Haskell     | Jerry Patrick Brown                                                      | 3 februarie 1997   | V0119         |
| 51            | 14           |       | Charlie Haskell     | Noreen Tobin & Gene F. O'Neill                                           | 10 februarie 1997  | V0116         |
| 52            | 15           |       | Gus Trikonis        | Robert Bielak                                                            | 17 februarie 1997  | V0120         |
| 53            | 16           |       | Charlie Haskell     | Poveste de: Robert Bielak și Liz Friedman Scenariu de: Robert Bielak     | 24 februarie 1997  | V0109         |
| 54            | 17           |       | Charlie Haskell     | Brian Herskowitz                                                         | 7 aprilie 1997     | V0123         |
| 55            | 18           |       | Rodney Charters     | John Kirk                                                                | 14 aprilie 1997    | V0112         |
| 56            | 19           |       | James Whitmore, Jr. | Paul Robert Coyle                                                        | 21 aprilie 1997    | V0124         |
| 57            | 20           |       | Kevin Sorbo         | Adam Armus & Kay Foster                                                  | 28 aprilie 1997    | V0126         |
| 58            | 21           |       | Robert Trebor       | Alex Kurtzman & Roberto Orci                                             | 5 mai 1997         | V0128         |
| 59            | 22           |       | Gus Trikonis        | Roberto Orci & Alex Kurtzman                                             | 12 mai 1997        | V0121         |

### Sezonul 4 (1997–98)
| Nr. in serial | Nr. in sezon | Titlu | Regia              | Scenariu                                                                             | Premiera TV        | Cod producție |
| ------------- | ------------ | ----- | ------------------ | ------------------------------------------------------------------------------------ | ------------------ | ------------- |
| 60            | 1            |       | John T. Kretchmer  | Melissa Rosenberg                                                                    | 29 septembrie 1997 | V0129         |
| 61            | 2            |       | Philip Sgriccia    | Jerry Patrick Brown                                                                  | 6 octombrie 1997   | V0313         |
| 62            | 3            |       | Gus Trikonis       | Paul Robert Coyle                                                                    | 13 octombrie 1997  | V0309         |
| 63            | 4            |       | Michael Levine     | Roberto Orci & Alex Kurtzman                                                         | 20 octombrie 1997  | V0133         |
| 64            | 5            |       | Michael Levine     | Paul Robert Coyle                                                                    | 27 octombrie 1997  | V0130         |
| 65            | 6            |       | Christopher Graves | Poveste de: Kevin Sorbo Scenariu de: John Hudock                                     | 3 noiembrie 1997   | V0122         |
| 66            | 7            |       | Gary Jones         | Robert Blielak                                                                       | 10 noiembrie 1997  | V0125         |
| 67            | 8            |       | Michael Hurst      | Alex Kurtzman & Roberto Orci                                                         | 17 noiembrie 1997  | V0132         |
| 68            | 9            |       | Steve Polivka      | Paul Robert Coyle                                                                    | 12 ianuarie 1998   | V0127         |
| 69            | 10           |       | John Laing         | Robert Bielak                                                                        | 19 ianuarie 1998   | V0134         |
| 70            | 11           |       | Charles Siebert    | Poveste de: Robert Bielak Scenariu de: Robert Bielak și Alex Kurtzman & Roberto Orci | 26 ianuarie 1998   | V0315         |
| 71            | 12           |       | Alan J. Levi       | Alex Kurtzman & Roberto Orci                                                         | 2 februarie 1998   | V0317         |
| 72            | 13           |       | Mark Beesley       | Paul Robert Coyle                                                                    | 9 februarie 1998   | V0319         |
| 73            | 14           |       | Mark Beesley       | Poveste de: Paul Robert Coyle Scenariu de: Gene F. O'Neill & Noreen V. Tobin         | 16 februarie 1998  | V0320         |
| 74            | 15           |       | Christopher Graves | Alex Kurtzman & Roberto Orci                                                         | 23 februarie 1998  | V0318         |
| 75            | 16           |       | Christopher Graves | Alex Kurtzman & Roberto Orci                                                         | 16 martie 1998     | V0322         |
| 76            | 17           |       | Michael Hurst      | Adam Armus & Kay Foster                                                              | 23 martie 1998     | V0314         |
| 77            | 18           |       | Rick Jacobson      | Gene F. O'Neill & Noreen V. Tobin                                                    | 13 aprilie 1998    | V0324         |
| 78            | 19           |       | John Mahaffie      | Paul Robert Coyle                                                                    | 20 aprilie 1998    | V0324         |
| 79            | 20           |       | Philip Sgriccia    | Gene F. O'Neill & Noreen V. Tobin și Alex Kurtzman & Roberto Orci                    | 27 aprilie 1998    |               |
| 80            | 21           |       | Charles Siebert    | Poveste de: Paul Robert Coyle Scenariu de: Jerry Patrick Brown                       | 4 mai 1998         | V0325         |
| 81            | 22           |       | Charles Siebert    | Alex Kurtzman & Roberto Orci și Jerry Patrick Brown                                  | 11 mai 1998        | V0326         |

### Sezonul 5 (1998–99)
| Nr. in serial | Nr. in sezon | Titlu | Regia             | Scenariu                                                                 | Original air date  | Cod producție |
| ------------- | ------------ | ----- | ----------------- | ------------------------------------------------------------------------ | ------------------ | ------------- |
| 82            | 1            |       | Michael Hurst     | Alex Kurtzman & Roberto Orci                                             | 28 septembrie 1998 | V0311         |
| 83            | 2            |       | Richard Compton   | Lisa Klink                                                               | 5 octombrie 1998   | V0328         |
| 84            | 3            |       | Philip Sgriccia   | Alex Kurtzman & Roberto Orci                                             | 12 octombrie 1998  | V0329         |
| 85            | 4            |       | John Cameron      | Paul Robert Coyle                                                        | 19 octombrie 1998  | V0332         |
| 86            | 5            |       | John Laing        | Gene F. O'Neill & Noreen V. Tobin                                        | 26 octombrie 1998  | V0330         |
| 87            | 6            |       | John Laing        | Poveste de: Paul Robert Coyle Scenariu de: Gerry Conway                  | 2 noiembrie 1998   | V0333         |
| 88            | 7            |       | Michael Hurst     | Gerry Conway                                                             | 9 noiembrie 1998   | V0710         |
| 89            | 8            |       | Chris Long        | Lisa Klink                                                               | 16 noiembrie 1998  | V0331         |
| 90            | 9            |       | Bruce Campbell    | Alex Kurtzman & Roberto Orci                                             | 4 ianuarie 1999    | V0334         |
| 91            | 10           |       | Robert Radler     | Gene F. O'Neill & Noreen V. Tobin                                        | 11 ianuarie 1999   | V0713         |
| 92            | 11           |       | Bruce Campbell    | Lisa Klink                                                               | 18 ianuarie 1999   | V0714         |
| 93            | 12           |       | John Laing        | Paul Robert Coyle                                                        | 25 ianuarie 1999   | V0718         |
| 94            | 13           |       | Bruce Campbell    | Poveste de: Paul Robert Coyle Scenariu de: Gerry Conway                  | 1 februarie 1999   | V0716         |
| 95            | 14           |       | Charles Siebert   | Gene F. O'Neill & Noreen V. Tobin                                        | 8 februarie 1999   | V0327         |
| 96            | 15           |       | Michael Hurst     | Andrew Landis & Julia Swift                                              | 15 februarie 1999  | V0715         |
| 97            | 16           |       | Garth Maxwell     | Poveste de: Stephanie C. Meyer Scenariu de: Alex Kurtzman & Roberto Orci | 22 februarie 1999  | V0721         |
| 98            | 17           |       | Charlie Haskell   | Paul Robert Coyle                                                        | 15 martie 1999     |               |
| 99            | 18           |       | Rick Jacobson     | Kevin Maynard                                                            | 19 aprilie 1999    | V0720         |
| 100           | 19           |       | Mark Beesley      | Gene F. O'Neill & Noreen V. Tobin                                        | 26 aprilie 1999    | V0722         |
| 101           | 20           |       | Charles Siebert   | Gerry Conway                                                             | 3 mai 1999         | V0723         |
| 102           | 21           |       | Andrew Merrifield | Gerry Conway                                                             | 10 mai 1999        | V0727         |
| 103           | 22           |       | Bruce Campbell    | Tom O'Neill & George Strayton                                            | 17 mai 1999        | V0726         |

### Sezonul 6 (1999)
| Nr. in serial | Nr. in sezon | Titlu | Regia           | Scenariu                     | Premiera TV        | Cod producție |
| ------------- | ------------ | ----- | --------------- | ---------------------------- | ------------------ | ------------- |
| 104           | 1            |       | Mark Beesley    | Paul Robert Coyle            | 27 septembrie 1999 | V1102         |
| 105           | 2            |       | David Grossman  | Adam Armus & Kay Foster      | 4 octombrie 1999   | V1106         |
| 106           | 3            |       | Garth Maxwell   | Lisa Klink                   | 11 octombrie 1999  | V1104         |
| 107           | 4            |       | Philip Sgriccia | Phyllis Strong               | 18 octombrie 1999  | V1101         |
| 108           | 5            |       | Charles Siebert | Liz Friedman & Vanessa Place | 1 noiembrie 1999   | V1105         |
| 109           | 6            |       | Chris Long      | Tom ONeill & George Strayton | 8 noiembrie 1999   | V1108         |
| 110           | 7            |       | Adam Nimoy      | Liz Friedman & Vanessa Place | 15 noiembrie 1999  | V1107         |
| 111           | 8            |       | Bruce Campbell  | Alex Kurtzman & Roberto Orci | 22 noiembrie 1999  | V1103         |

## Legături externe
- http://www.cinemagia.ro/filme/hercules-the-legendary-journeys-hercule-calatorii-legendare-6513/

## Vezi și
- Listă de filme bazate pe mitologia greco-romană